# 木村亜有夢
木村 亜有夢 (ひらがな：きむら あゆむ / カタカナ：キムラ アユム) は 日本出身の子役である。テアトルアカデミー所属。

## 出演
- 遺留捜査 第5シリーズ 第8話 「歌う空き缶!? 消えた夏休みの宿題と過去からの殺人者」(テレビ朝日、2018年9月6日)[2]

松野雄司（松野と初江の息子・凛久の実父)の幼少期役
- 木曜ミステリー「刑事ゼロ」第1話 「新ミステリー誕生！記憶を失った名刑事が五感で難事件に挑む!! 古都1000年の復讐トリック!? 源氏物語が結ぶ5つの殺人の点と線」(テレビ朝日、)[3]

鳴島芳孝（恭三と桜子の長男）6歳役